# Gauliga Westfalen 1942/43
De Gauliga Westfalen 1942/43 was het tiende voetbalkampioenschap van de Gauliga Westfalen. Schalke 04 werd kampioen en plaatste zich voor de eindronde om de Duitse landstitel. De club versloeg SV 06 Kassel en SpVgg Wilhelmshaven. In de kwartfinale verloor de club van Holstein Kiel.

## Eindstand
| Plaats | Club                            | Wed. | W  | G | V  | Saldo  | Ptn.  |
| ------ | ------------------------------- | ---- | -- | - | -- | ------ | ----- |
| 1.     | FC Schalke 04                   | 18   | 17 | 1 | 0  | 91:19  | 35:10 |
| 2.     | VfL Altenbögge                  | 18   | 11 | 1 | 6  | 62:44  | 23:13 |
| 3.     | SpVgg Röhlinghausen             | 18   | 10 | 1 | 7  | 46:32  | 21:15 |
| 4.     | VfL Bochum                      | 18   | 8  | 3 | 7  | 47:50  | 19:17 |
| 5.     | SC Westfalia 04 Herne           | 18   | 8  | 2 | 8  | 49:46  | 18:18 |
| 6.     | BV Borussia 09 Dortmund         | 18   | 6  | 5 | 7  | 46:46  | 17:19 |
| 7.     | DSC Arminia Bielefeld           | 18   | 8  | 1 | 9  | 41:43  | 17:19 |
| 8.     | SV Alemannia 1911 Gelsenkirchen | 18   | 6  | 3 | 9  | 36:35  | 15:21 |
| 9.     | STV Horst-Emscher               | 18   | 5  | 1 | 12 | 49:70  | 11:25 |
| 10.    | SV Arminia 08 Marten            | 18   | 2  | 0 | 16 | 29:111 | 04:32 |

|  | Kampioen, geplaatst voor nationale eindronde |
|  | Degradatie naar Bezirksliga                  |

## Promotie-eindronde

### Groep A
| Plaats | Club                 | Wed. | Saldo | Ptn. |
| ------ | -------------------- | ---- | ----- | ---- |
| 1.     | SpVgg Erkenschwick   | 6    | 14:11 | 9:3  |
| 2.     | SG Wattenscheid 09   | 6    | 26:12 | 8:4  |
| 3.     | SC Preußen Münster   | 6    | 16:12 | 7:5  |
| 4.     | TuS Reichsbahn Wanne | 6    | 7:28  | 0:12 |

|  | Promotie naar Gauliga Westfalen 1943/44 |

### Groep B
| Plaats | Club                        | Wed. | Saldo | Ptn. |
| ------ | --------------------------- | ---- | ----- | ---- |
| 1.     | VfB Alemannia 1897 Dortmund | 6    | 22:2  | 10:2 |
| 2.     | KSG Siegen                  | 3    | 1:16  | 4:2  |
| 3.     | Deutscher SC Hagen          | 2    | 1:6   | 0:4  |
| 3.     | VfR Heessen                 | 3    | 0:0   | 0:6  |

VfR Heesen trok zich terug, de wedstrijden werden als een 0-0 verlies geteld. 